# ماكسيم تيشينكو
ماكسيم تيشينكو (بالروسية: Тищенко, Максим Викторович)‏ (بالأوكرانية: Тищенко Максим Вікторович)‏ هو لاعب كرة قدم ومدرب كرة قدم أوكراني وروسي في مركز الوسط، ولد في 30 أغسطس 1974 في زاباروجيا في أوكرانيا. لعب مع أرسنال تولا وأفانجارد كورسك وأورال يكاترينبورغ ودينامو ستافروبول وروتور فولغوغراد وميتالوره زابورجيا.

## وصلات خارجية
- ماكسيم تيشينكو على موقع اتحاد أوكرانيا (الإنجليزية)
- ماكسيم تيشينكو على موقع قاعدة بيانات كرة القدم.إي يو (الإنجليزية)
- ماكسيم تيشينكو على موقع Soccerway.com (الإنجليزية)